# Lysohlávka kopinatá
Lysohlávka kopinatá (Psilocybe semilanceata) je psychedelická houba z rodu lysohlávek. Obsahuje psychoaktivní látky psilocybin a baeocystin.

## Popis a výskyt

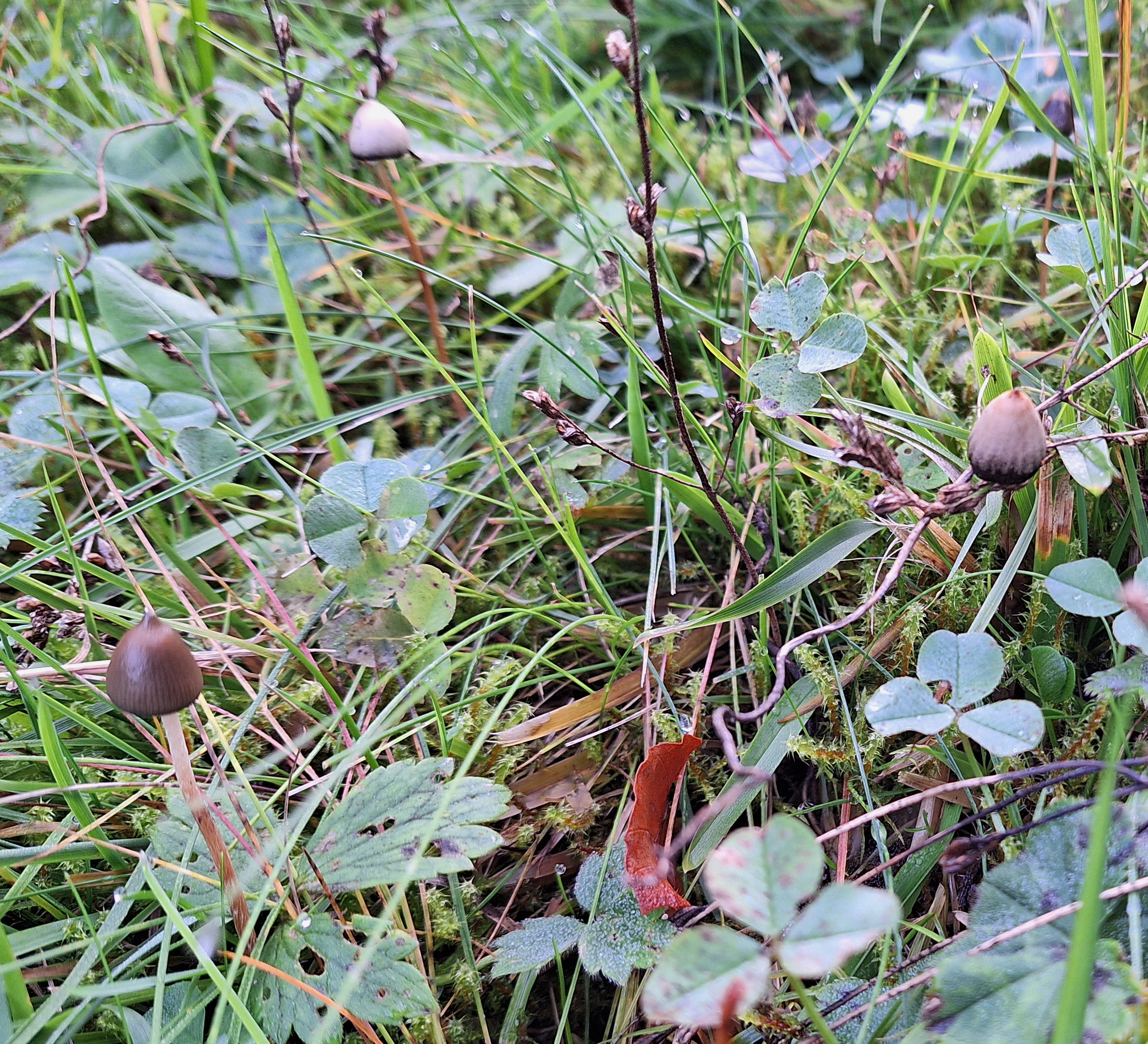
Změna barvy hygrofánního klobouku. Vlevo dole v popředí: Mladá vlhká plodnice s hnědým lesklým kloboukem a lupeny viditelnými z vnějšku. Vpravo dole a vlevo nahoře: Schnoucí plodnice se zbarvují do matné krémové barvy, okraj klobouku zůstává tmavý. Vpravo nahoře v pozadí: Starší mokrá plodnice černá, ale hrbolek na špičce klobouku zůstává světlejší.

- Klobouk je 5–25 mm široký a obvykle o něco vyšší, kónického tvaru, na špičce často s malým hrbolkem, který bývá u mladých plodnic průsvitný nebo světlejší, než zbytek klobouku, u dolního okraje bývá klobouk svislý až mírně vchlípený. Zbarvení je hygrofánní (tj. za vlhka tmavnoucí a při vysychání blednoucí[1]), za vlhka a u mladších plodnic je obvykle karamelově či kaštanově hnědý a průsvitný (tj. poloha lupenů je zřetelná i z vnějšku) a spíše lesklý, u starých vlhkých plodnic až černající, při schnutí rychle ztrácí průsvitnost, stává se matnějším a bledne do světle tříslově hnědé až krémově žluté, někdy získávající olivový nádech. Dolní lem klobouku však typicky zůstává tmavší.  [2] To znamená, že klobouk v závislosti na vlhkosti a stáří plodnice může mít dvě výrazně odlišné barevné varianty.
- Lupeny jsou polovolné, tmavošedé s hnědo-fialovým nádechem od spor, který se stává zřetelnějším u starších plodnic.
- Třeň je 5-15 cm dlouhý a 1-3 mm silný, přibližně stejné tloušťky po celé délce, jen v místě kde vyrůstá z podhoubí může být o trochu silnější, bíle krémový až hnědý, hladký, při pohledu z blízka s jemně vláknitým povrchem, pružně ohebný, často poněkud zkroucený nepravidelným způsobem (zejm. na spodní části), nemá sklon se třepit, je dutý, ale u menších plodnic jen málo zřetelně. Někdy může být na třeni zřetelný tmavý kroužek vypadaných spor, ale nemá prsten.
- Spory jsou elipsoidní, hnědo-fialové a měří 10.5–15 na 6.5–8.5 µm.
- Podhoubí je bílé a může porůstat jako jemný povlak spodní část třeně; může tvořit skerocia.
- Roste od září do listopadu v mírném pásmu, zejm. v Evropě, mimo les v trávě na vlhkých pastvinách, lukách, sjezdovkách, zahradách nebo i na travnatých cestách.[3] Je saprotrofní, živí se odumřelými kořeny trávy; typickým druhem trávy, ve kterém roste, je metlice trsnatá. Dává přednost kyselejší půdě hnojené trusem dobytka, ale neroste přímo na trusu. (cf. Psilocybe fimetaria)
- Plodnice se málokdy vyskytuje samostatně, častěji ve skupinkách několik cm až desítek cm od sebe vzdálených plodnic, nikdy však v trsech.
- Na rozdíl od většiny druhů hub obsahujících psilocybin je u lysohlávky kopinaté jen zřídkakdy možné pozorovat známky modrání.

## Účinné látky
Lysohlávka kopinatá obsahuje psilocybin, psilocin a baeocystin, které působí jako psychedelika. Množství psilocybinu se pohybuje od 0.2% až 1% hmotnosti sušiny. V některých vzorcích byl též nalezen malý obsah Fenylethylaminu (až 156 µg na gram čerstvé houby). Lysohlávka kopinatá vykazuje antibiotickou aktivitu proti zlatému stafylokokovi, ale farmakologický mechanismus zatím nebyl objasněn.

## Možná záměna

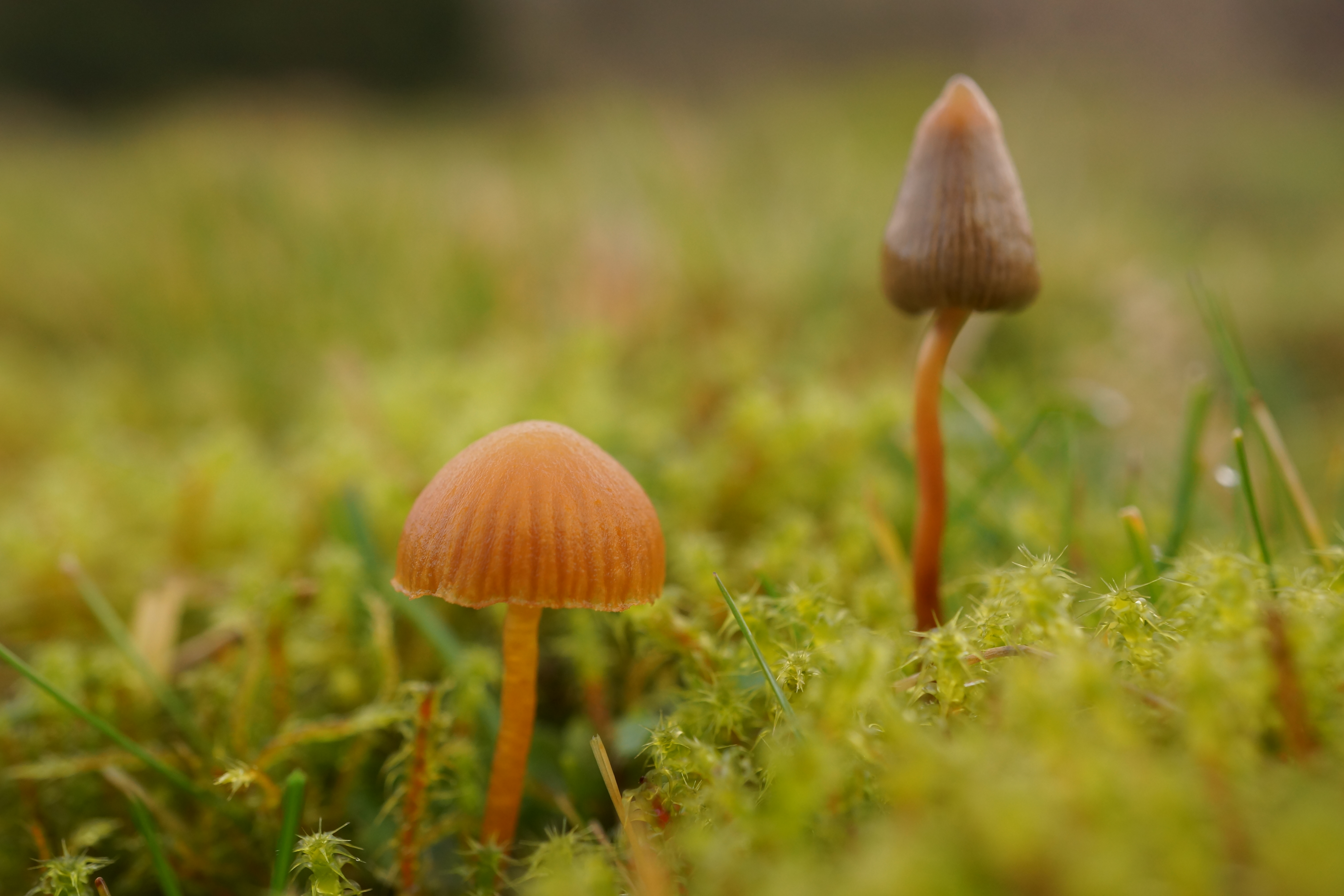
Vpravo: Lysohlávka kopinatá. Vlevo: Čepičatka travní.

Mezi druhy hub, jejichž plodnice na první pohled mohou vypadat podobně, patří: 
- Jiné travní druhy lysohlávek, např. lysohlávka mexická, lysohlávka fimetaria.
- Hnojník nasetý nebo jiné druhy drobných hnojníků.
- Některé kropenatce jako kropenatec prstenitý, otavní, zahrocený aj.
- Některé límcovky (např. Límcovka polokulovitá)
- Helmovka šedá a další helmovky.
- Křehutka (různé druhy, např. kuželovitá)
- Čepičatka krémová nebo čepičatka mléčná a další čepičatky.